# Socorro (Lisboa)
Socorro é uma parte da cidade e antiga freguesia portuguesa do concelho de Lisboa, com 0,11 km² de área e 3 065 habitantes (2011). Densidade: 27 863,6 hab/km².
Era uma das 10 freguesias de Portugal com menor extensão territorial, sendo o coração do bairro histórico da Mouraria, área também conhecida como Martim Moniz (embora o Largo do Martim Moniz propriamente dito fique fora dos limites da antiga freguesia).
A freguesia foi criada em 1596 com o nome de São Sebastião da Mouraria, passando a designar-se Nossa Senhora do Socorro em 1646.
Como consequência de uma reorganização administrativa, oficializada a 8 de novembro de 2012 e que entrou em vigor após as eleições autárquicas de 2013, foi determinada a extinção da freguesia, passando o seu território a integrar a nova freguesia de Santa Maria Maior.

## População
★ No censo de 1864 pertencia ao Bairro de Alfama. Os seus limites foram fixados pelo decreto-lei nº 42.142, de 07/02/1959

| Nº de habitantes | Nº de habitantes | Nº de habitantes | Nº de habitantes | Nº de habitantes | Nº de habitantes | Nº de habitantes | Nº de habitantes | Nº de habitantes | Nº de habitantes | Nº de habitantes | Nº de habitantes | Nº de habitantes | Nº de habitantes | Nº de habitantes | Nº de habitantes |
| ---------------- | ---------------- | ---------------- | ---------------- | ---------------- | ---------------- | ---------------- | ---------------- | ---------------- | ---------------- | ---------------- | ---------------- | ---------------- | ---------------- | ---------------- | ---------------- |
| 1864             | 1878             | 1890             | 1900             | 1911             | 1920             | 1930             | 1940             | 1950             | 1960             | 1970             | 1981             | 1991             | 2001             | 2011             |                  |
| 5380             | 7608             | 9212             | 10058            | 8644             | 8887             | 9153             | 10239            | 7555             | 9910             | 6845             | 6272             | 4309             | 2675             | 3065             |                  |
|                  | +41%             | +21%             | +9%              | -14%             | +3%              | +3%              | +12%             | -26%             | +31%             | -31%             | -8%              | -31%             | -38%             | +15%             |                  |

|     | 0-14 anos  | 15-24 anos | 25-64 anos   | 65 e + anos |
| Hab | 286 \| 344 | 313 \| 296 | 1382 \| 1759 | 694 \| 666  |
| Var | +20%       | -5%        | +27%         | -4%         |

## Património
- Conjunto urbano da Mouraria, Conjunto urbano na esquina da Rua da Mouraria, n.º 80-82 e 84-90 com a Rua do Capelão nº 4, 6 e 8
- Colégio dos Meninos Órfãos ou Antigo Colégio dos Meninos Órfãos
- Edifício na Rua do Benformoso, n.º 244
- Conjunto constituído pelo Palácio da Rosa e Igreja de São Lourenço (Socorro)  (incluindo toda a área de jardins)
- Colégio de Santo Antão ou Coleginho
- Capela das Olarias ou Capela do Senhor Jesus da Boa Sorte e da Santa Via Sacra
- Igreja de Nossa Senhora do Socorro - demolida

## Arruamentos
A freguesia do Socorro continha 40 arruamentos. Eram eles:
| - Beco da Amendoeira - Beco da Guia - Beco da Oliveira - Beco das Olarias - Beco de São Marçal - Beco do Alegrete - Beco do Forno - Beco do Imaginário - Beco do Jasmim (Socorro) - Beco dos Cavaleiros - Beco dos Fróis - Beco dos Três Engenhos - Calçada Agostinho de Carvalho - Calçada da Mouraria | - Calçada de Santo André - Costa do Castelo - Escadinhas Costa do Castelo - Escadinhas da Saúde - Escadinhas das Olarias - Escadinhas do Marquês de Ponte de Lima - Largo da Rosa - Largo da Severa - Largo das Olarias - Largo do Terreirinho - Largo Rodrigues de Freitas - Rua da Amendoeira - Rua da Guia | - Rua da Mouraria - Rua da Senhora da Saúde - Rua das Olarias - Rua do Benformoso - Rua do Capelão - Rua do Terreirinho - Rua dos Cavaleiros - Rua dos Lagares - Rua João do Outeiro - Rua Marquês de Ponte de Lima - Travessa do Jordão - Travessa do Terreirinho - Travessa dos Lagares |

Existem ainda, nos limites da antiga freguesia, outros 8 arruamentos reconhecidos pela Câmara, mas não geridos directamente por esta:
- Pátio das Olarias (Largo das Olarias, 57)
- Pátio do Coleginho (Rua Marquês de Ponte de Lima, 15)
- Pátio do Jordão (Travessa do Jordão, 4)
- Pátio do Marquês de Castelo Melhor (Escadinhas Costa do Castelo, 6)
- Pátio Miguel Rodrigues (Beco do Jasmim ao Socorro, 23)
- Vila Almeida (Rua Marquês de Ponte de Lima, 13)
- Vila Júlia (Calçada Agostinho de Carvalho, 8)
- Vila Luz Pereira (Travessa do Jordão, 18)